# Philygria galapagensis
Philygria galapagensis är en tvåvingeart som beskrevs av Wirth 1969. Philygria galapagensis ingår i släktet Philygria och familjen vattenflugor. Inga underarter finns listade i Catalogue of Life.